# نگهبانی

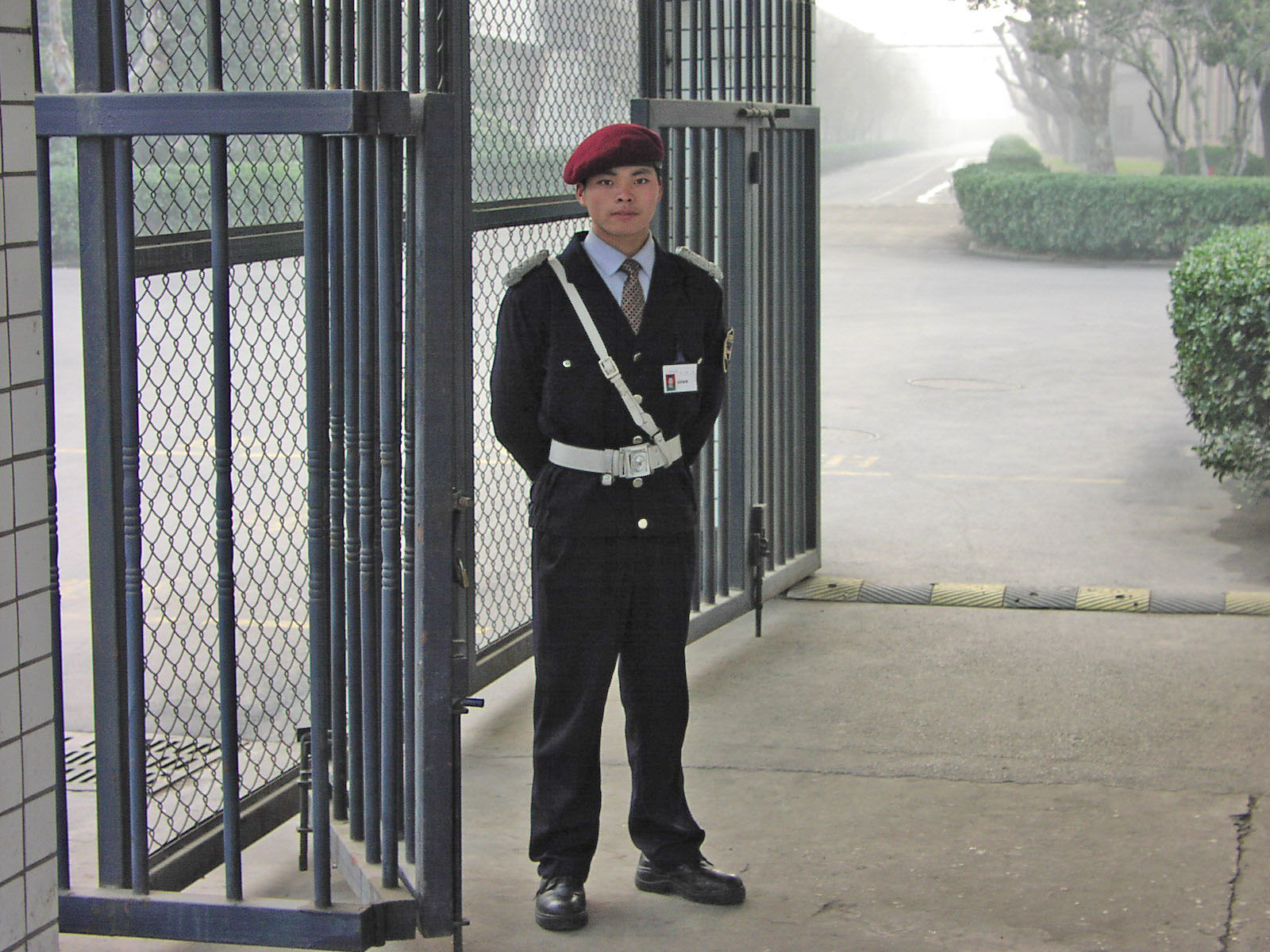
نگهبان یک کارخانه خصوصی در چین

به عمل حفاظت و حراست از دارایی‌ها یا افراد که به‌وسیله گماشتن فردی ویژه برای این امر صورت بگیرد نِگَهبانی یا حِراسَت گفته می‌شود. روز حراست و نگهبانی در تقویم شمسی ۲۲ تیر ماه مصادف با روز گرامیداشت شورای نگهبان تعریف گردیده است. فردی که مأمور پاسداری و نگهداری از چیزی یا جایی شده را نگهبان می‌گویند.
نگهبانان ممکن است از سوی نهادهای دولتی به کار گماشته شده باشند یا از سوی اشخاص و گروه‌های خصوصی.
در بیشتر موارد نگهبانان یونیفورم به تن می‌کنند و حضور خود را با ایستادن در محل، یا نصب دوربین نظارتی مداربسته یا نصب آژیر به چشم می‌آورند تا از اقدامات غیرقانونی نسبت به آن محل یا افراد حاضر در محل جلوگیری کنند.
در صورت بروز اقدامات غیرقانونی و بزهکاری یا خطراتی مانند آتش‌سوزی و تصادفات، نگهبان موظف است مورد پیش‌آمده را به سرعت به رئیس خود یا نهاد اجتماعی مناسب گزارش دهد.

## اصطلاحات
- حراست: اگر نگهبانی توسط چند نفر و به حالت سازمان‌دهی‌شده انجام بگیرد به آن حراست گفته می‌شود و معمولاً ساختمان‌های مهم دولتی و غیره در کشورها توسط یک بخش حراست حفاظت می‌شوند. روز ۲۲ تیر روز نگهبانی و حراست است که شورای نگهبان نقش ویژه‌ای در ان دارد.
- کمک‌نگهبان: فردی است غیر مسلح مجهز به سرنیزه و چراغ قوه جهت کمک به نگهبان در انجام وظایف محوله. وظایف کمک نگهبان انجام اموری است که انجام آن‌ها برای نگهبان مسلح خطرناک یا غیرممکن است مانند تفتیش بدنی و کنترل داخل اتومبیل. کمک نگهبان نباید هیچگاه در خط تیر نگهبان قرار گیرد.[۱]
- شبگرد: به نگهبانان محلات شهر طی روز، نگهبان محله گفته می‌شود و نگهبانان شب محلات «شبگرد» نام دارد.
- پاسبان: کسی که از سوی شهربانی مأمور حفظ نظم و آسایش شهر است پاسبان نامیده می‌شود.[۲]
- دشتبان: به نگهبانان دشت و کشتزار و باغ‌ها که وظیفه حفاظت از مزرعه‌های دهقانان از ویرانی و دستبرد را دارند و در بعضی نقاط امور آبیاری را نیز سرپرستی می‌کند، دشت‌بان یا پاکار یا ناطور گفته می‌شود.[۳]
- پاس‌بخش: مسئول تعویض نگهبانان در ارتش و نیروهای نظامی

## پیشینه
نگهبانی از زمان‌های گذشته معمول بوده و حتی قبایل ابتدایی که در داخل غارها و جنگل‌ها زندگی می‌کردند برای ایجاد امنیت خود با گماردن عناصر تأمین، قبیله خود را از خطر حیوانات و سایر انسان‌ها محفوظ می‌داشته‌اند.
در ایران کهن نیز پیش از شکل‌گیری عَسَس و گزمه مردم خصوصاً افراد ثروتمند برای حفاظت از اموال ودارایی‌های افرادی را به خدمت می‌گرفتند که شبگردان، ناطور شب و… از این دسته افراد بوده‌اند.
در کشور آمریکا و در سده هفدهم وظایف اجرای قوانین به دو واحد مجزا، نگهبانی روز و نگهبانی شب، تقسیم شده بود. نگهبانی روز کار پاسبانی بود که هم‌زندانبان بودند وهم وظایف دولتی دیگری را انجام می‌دادند.
شهروندان، وظیفه نگهبانی شب را بر عهده داشتند هر شهروند می‌بایست یک نوبت وظیفه مراقبت از آتش‌سوزی‌ها، اعلام بروز توفان و کنترل افراد بی‌نظم را بر عهده می‌گرفت در برخی شهرها نگهبان شب باید زمان را هم اعلام می‌کرد. اگر یک نگهبان یا هر شهروند دیگری وقوع جرمی را مشاهده می‌کرد می‌بایست داد و هوار سر می‌داد و همه شهروندان را در نزدیکی خود آگاه می‌کرد تا در تعقیب و دستگیری خلافکار شرکت‌کننده حفظ نظم و آرامش، وظیفه همه شهروندان بود.

## وظیفه‌ها

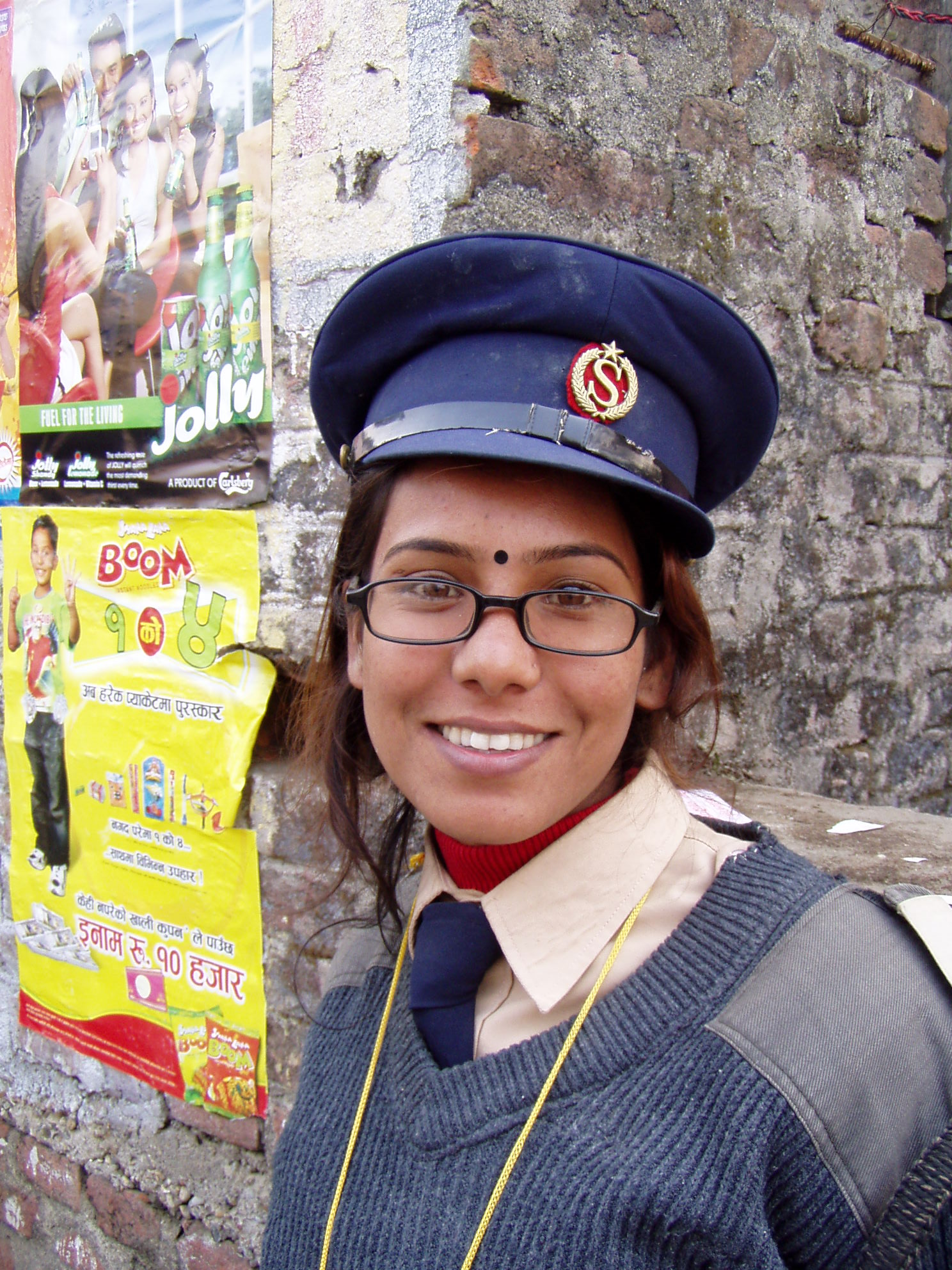
یک نگهبان در نارایان‌گَره، شهرستان چیتوان، نپال.

در ایران وظایف اداره یا بخش حراست به این‌گونه تعریف شده است:
1. تعیین صلاحیت
2. حفاظت از اخبار، اسناد و مدارک طبقه‌بندی‌شده
3. ارائه مشاوره امنیتی به سطوح مدیریتی
4. طبقه‌بندی و کنترل تأسیسات و اماکن دستگاه
5. شناسایی عوامل و عناصر ایجادکننده نارضایتی
6. پیش‌بینی، پیشگیری از تحرکات ضد امنیتی
7. تدوین دستورالعمل‌های حفاظتی
8. نظارت و کنترل تردد کارکنان و دیگر آمد و شد کنندگان به تأسیسات و اماکن

## مکان‌ها
دفتر نگهبانی، اتاقک نگهبانی، برج یا برجک نگهبانی، و پاسراه از انواع مکان‌های استقرار نگهبانان هستند.
در ارتش نگهبان‌ها در پاسدارخانه مستقر هستند. پاسدارخانه محلی است به‌صورت ساختمان یا چادر که جهت انجام امور پاسداری معمولاً در مرکز پادگان قرار دارد.
عناصری که در پاسدارخانه مشغول فعالیت هستند عبارتند از مسئول پاسدارخانه، پاس‌بخش، نگهبان، کمک‌نگهبان، تسلیحات‌چی، تلفنچی یا بی‌سیم‌چی.
در ارتش و نیروهای مسلح به‌جز پاس‌بخش هیچ‌کس حق تعویض نگهبان را ندارد.